# Ісламська республіка
 Ісламська республіка — поширена на Близькому сході форма теократичного або близького до нього державного управління, при якій роль в управлінні державою відіграє ісламське духовенство (в Ірані, де ці принципи запроваджені найбільш послідовно, фактичним главою держави є вищий за рангом ісламський релігійний діяч). Має з себе компроміс між традиційною ісламською монархією (так чи інакше висхідній до принципів халіфату або національних традицій) та європейським принципом республіканського ладу. Неясна різниця між ісламською республікою (типу Ірану з елементами демократії подібних до парламенту, президента та поділу влади) та такими ісламськими монархіями, як Саудівська Аравія. Ще більш неясна різниця в законах — див. Мединську конституцію та закони про «людей писання», яка встановлює чітке ставлення до юдаїзму та християнства з одного боку, і з іншими релігіями з іншого. Не слід змішувати релігійну доктрину, устрій держави та чинне право. Закони в ісламській республіці здебільшого засновані на шаріаті. До ісламських республік належать насамперед Іран, а також, Мавританія та Пакистан.

## Пакистан
Конституція Пакистану, прийнята 1956 року, носила цілком світський характер, тому прикметник «Ісламська» роз'яснювався як символ культурної ідентичності — як і Православ'я застосовується як офіційна релігія в Греції, Болгарії, Сербії тощо. Культура Пакистану заснована на мусульманській спадщині, але також включає доїсламські традиції народів Індійського субконтиненту. Суттєвий вплив на неї справило столітнє британське панування. В останні десятиліття, особливо серед молоді, помітно і вплив американської культури: популярні голлівудські фільми, американські відеоігри, мультфільми, комікси, книги, а також мода (носіння джинсів та бейсболок), фастфуд, напої, тощо. Уряд, затверджуваний президентом, формує та очолює прем'єр-міністр, який зазвичай представляє партію чи коаліцію більшості в Національній асамблеї. Прем'єр-міністр повинен обов'язково бути мусульманином, він призначається президентом з числа членів Національних зборів. Прем'єр повинен користуватися довірою більшості його депутатів. За його порадою президент призначає міністрів. Уряд розробляє законопроєкти та вносить їх на обговорення парламенту.
Генерал Зія-уль-Хак, який захопив владу 1977 року, почав ісламізацію Пакистану. 1986 року закони були переписані та приведені у відповідність з шаріатом.

## Іран
Іранська Ісламська республіка є протилежною напів-світській державі Ісламська Республіка Пакистан, де ісламські закони технічно вважаються такими, що перевизначають закони держави, хоча насправді їх відносна ієрархія є неоднозначною. Ісламська Республіка Іран з'явилися після Іранської революції і національного референдуму, проведеного 1 квітня 1979.

## Ісламські республіки

### Сучасні
- Ісламська Республіка Іран (з 1979)
- Ісламська Республіка Мавританія (з 1958)
- Ісламська Республіка Пакистан (з 1956)

### Що змінили державний лад
- Ісламська Республіка Афганістан (2004 — 2021)
- Східно-Туркестанська Ісламська Республіка — припинила існування.
- Ісламська Федеративна Республіка Коморські Острови — з 2002 року Президентська республіка.
- невизнана Ісламська держава Азавад — припинила існування.
- невизнана Ісламська держава Іраку та Шама — утворена 2006 році.